# قياس مسافة المشي
قياس مسافة المشي (بالإنجليزية: Walking distance measure) يشير إلى المسافة التي يمكن للشخص أن يقطعها عن طريق المشي في كمية محددة من الزمن. وفي اليابان، قياس معيار للمشي لمسافة 80 مترا = وقت المشي لدقيقة واحدة. وهذا هو المعيار المستخدم في قوائم العقارات.